# Arnold Kisoka
Arnold Diaso Kisoka Kiamfumu (ur. 4 września 2000) – kongijski judoka. Olimpijczyk z Paryża, gdzie zajął siedemnaste miejsce w wadze ekstralekkiej.
Uczestnik mistrzostw świata w 2024. Startował w Pucharze Świata w latach 2022-2024. Brązowy medalista igrzysk frankofońskich w 2023. Piaty na mistrzostwach Afryki w 2024.

## Letnie Igrzyska Olimpijskie 2024
| Konkurencja | Eliminacje          | Klas. końcowa |
| Konkurencja | Przeciwnik I        | Miejsce       |
| ----------- | ------------------- | ------------- |
| 60 kg       | Yam Wolczak (IZR) P | 17.           |